# Bear Island, Nunavut (Hall Peninsula)
Bear Island är en ö i Kanada.   Den ligger i Davis sund utanför halvön Hall Peninsula i territoriet Nunavut, i den östra delen av landet, 2 000 km norr om huvudstaden Ottawa. Arean är 1,7 kvadratkilometer.
Terrängen på Bear Island är lite kuperad. Öns högsta punkt är 200 meter över havet. Den sträcker sig 1,4 kilometer i nord-sydlig riktning, och 1,8 kilometer i öst-västlig riktning.